# Une balle perdue
Pour plus de détails, voir Fiche technique et Distribution.
Une balle perdue (hangeul : 오발탄 ; hanja : 誤發彈 ; RR : Obaltan ; MR : Obalt‘an ; litt. « Une balle ovale ») est un film sud-coréen réalisé par Yu Hyǒn-mok, sorti 1961.
Il s'agit d'un film dramatique néoréaliste et de l'adaptation de la nouvelle éponyme de Yi Beom-seon : ce long métrage très pessimiste dépeint la misère régnant chez les Coréens après la guerre de Corée avec un réalisme et une dureté tels qu'il est finalement interdit par le gouvernement à sa sortie. Il est souvent cité comme étant l'un des meilleurs films du cinéma sud-coréen,.

## Synopsis
Après la fin de la guerre de Corée, deux frères, Cheolho et Yeongho, et une sœur, Myeongsuk, cohabitent dans une maison misérable avec leur mère souffrant de trouble de stress post-traumatique et passant ses journées au lit à hurler « Allons-y ! ». Cheolho a un travail de comptable, mais ne gagne qu'une misère et parvient à peine à subvenir au besoin de ses deux jeunes enfants et à son épouse enceinte et blanche comme un fantôme. Il souffre d'une terrible rage de dents, mais refuse de se rendre chez le dentiste. 
Myeongsuk, leur sœur, est une ancienne infirmière maintenant devenue prostituée pour les soldats américains.
Yeongho, de son côté, revient de la guerre et ne trouve pas de travail. Il traîne avec ses amis, se saoule, et devient ami avec une actrice, Miri, qui cherche à l'aider à trouver un emploi en lui permettant d'accéder à un rôle d'acteur dans un projet de film. Mais en lisant ses dialogues du film, Yeongho est dégoûté par son personnage de vétéran et comprend qu'il a été choisi en raison de ses cicatrices reçues pendant la guerre (deux balles dans le ventre) et qu'il devra exhiber. Il décide alors d'abandonner le film (« Vous n'avez pas besoin de moi, juste des cicatrices que je porte sur mon corps. Je ne me suis pas fait tirer dessus pour vous divertir »). Désespéré, Yeongho finit par voler une arme et braquer une banque. Alors qu'il est poursuivi par la police, il abandonne l’argent, puis son arme peu de temps après, et finit en larmes avant d'être arrêté. 
En prison, il dit à Cheolho d'emmener sa nièce Hae Ok en voyage et d'être un bon père pour l'enfant de sa femme. Après avoir appris que sa femme est morte en couches et ne parvenant même pas à voir son corps à l'hôpital ou le bébé qui est sorti vivant, Cheolho décide finalement de se rendre chez le dentiste. Alors qu'il faut lui retirer deux dents, le dentiste refuse d'enlever plus d'une dent dans la même journée. Des adolescents tentent de gagner de l'argent en vendant des journaux avec pour gros titre le vol de banque de Yeongho. Cheolho prend un taxi pour se rendre au poste de police pour voir son frère, mais une fois arrivé, Yeongho ordonne au chauffeur de continuer sa route sans s'arrêter. Éloigné de sa famille et avec son mal de dents toujours présent, Cheolho reste dans le taxi qui continue à conduire sans but vers un destin inconnu, répétant comme sa mère : « Allons-y ! »

## Fiche technique
Sauf indication contraire ou complémentaire, les informations mentionnées dans cette section peuvent être confirmées par la base de données KMDb
- Titre : Une balle perdue[3]
- Titre original : 오발탄 (Obaltan)
- Réalisation : Yu Hyǒn-mok
- Scénario : Lee Beom-seon
- Musique : Kim Seong-tae
- Direction artistique : Baek Nam-jun et Lee Su-jin
- Photographie : Kim Hak-seong
- Montage : Kim Hui-su
- Production : Kim Seong-chun
- Société de production : Dae Han Film Co, Ltd.
- Société de distribution : Cinema Epoch
- Pays de production :  Corée du Sud
- Langue originale : coréen
- Format : noir et blanc
- Genre : drame
- Durée : 110 minutes
- Date de sortie :
  - Corée du Sud : 13 avril 1961

## Distribution
- Kim Jin-kyu : Cheol-ho
- Choi Moo-ryong (en) : Yeong-ho
- Seo Ae-ja : Myeong-sook
- Noh Jae-sin : la mère
- Moon Jung-suk : la femme de Cheol-ho
- Kim Hye-jeong
- Yoon Il-bong
- Yu Gye-seon
- Nam Chun-yeok
- Park Gyeong-hui

## Accueil
Le gouvernement sud-coréen interdit ce film en raison de sa représentation sans tabou de la vie en Corée du Sud peu après la guerre de Corée. Un consultant américain du Centre national coréen de production cinématographique visionne cependant le film et persuade le gouvernement de le laisser sortir à Séoul afin qu’il puisse être admissible au Festival international du film de San Francisco. Le réalisateur Yu Hyǒn-mok assiste à la première du film à San Francisco en novembre 1963. Le magazine Variety écrit sue Obaltan qu'il s'agit d'un « film remarquable » et insiste sur le fait que ce soit « un travail de caméra brillamment détaillé et assorti par de la compassion et de riches personnages ».
Il est classé second dans une liste des 100 meilleurs films coréens établie en 2014 par la Korea Film Archive.

## Analyse
Antoine Coppola voit dans les deux personnages de Cheolho et de son frère Yeongho deux aspects de la personnalité de Meursault, le personnage du roman L'Étranger d'Albert Camus, notant de nombreuses similarités entre la personnalité et les parcours des personnages dans les deux œuvres. Yeongho exprime par exemple, lors de l'entrevue finale avec son frère, le souhait que son exécution ait lieu en public devant un grand nombre de spectateurs, comme Meursault.

### Documentation
- Film complet en diffusion gratuite sur la chaîne YouTube des Archives du film coréen